# 309e division d'infanterie
La 309e division d'infanterie (en allemand : 309. Infanterie-Division ou 309. ID), également appelée Division d'infanterie Berlin (Infanterie-Division Berlin) est une des divisions d'infanterie de l'armée allemande (Wehrmacht) durant la Seconde Guerre mondiale.

## Historique
La 309e division d'infanterie est formée le 1er février 1945 dans le secteur de Döberitz dans le Wehrkreis III.
Elle est renommée Infanterie-Division Berlin le 7 février 1945.

## Organisation

### Commandants
| Date                               | Grade        | Commandant            |
| ---------------------------------- | ------------ | --------------------- |
| 1er février 1945 - 27 février 1945 | Generalmajor | Heinrich Voigtsberger |

### Officiers d'opérations (Generalstabsoffiziere (Ia))
| Date                               | Grade        | Commandant            |
| ---------------------------------- | ------------ | --------------------- |
| 1er février 1945 - 27 février 1945 | Generalmajor | Heinrich Voigtsberger |

## Théâtres d'opérations
- Est de l'Allemagne : février 1945

## Ordres de bataille
Wach-Regiment "Groß-Deutschland"
- Grenadier-Regiment 652
- Grenadier-Regiment 653
- Füsilier-Bataillon 309
- Artillerie-Regiment 309
  - I. Abteilung
- Pionier-Bataillon 309
- Feldersatz-Bataillon
- Panzerjäger-Abteilung 309
- Nachrichten-Abteilung 309
- Versorgungs-Regiment 309